# 3229 Solnhofen
3229 Solnhofen è un asteroide della fascia principale. Scoperto nel 1916, presenta un'orbita caratterizzata da un semiasse maggiore pari a 2,3140860 UA e da un'eccentricità di 0,1532050, inclinata di 9,45660° rispetto all'eclittica.